# فرانچسکو ماریا ماکیاولی
فرانچسکو ماریا ماکیاولی (۱۶۰۸ - ۲۲ نوامبر ۱۶۵۳) یک کاردینال کاتولیک ایتالیایی بود. او در فلورانس به دنیا آمد و اسقف اعظم فرارا از سال ۱۶۳۸ تا زمان مرگش در سال ۱۶۵۳ بود.
او در ۱۶ دسامبر ۱۶۴۱ توسط پاپ اوربان هشتم به عنوان کاردینال منصوب شد. او برادرزاده کاردینال لورنزو ماگالوتی (کاردینال) و پسر عموی کاردینال فرانچسکو باربرینی (پیشتر) باربرینی بزرگ و آنتونیو باربرینی کوچکتر بود.